# Toren
Toren est un jeu vidéo d'action-aventure développé par Swordtales et édité par Versus Evil, sorti en 2015 sur Windows et PlayStation 4.

## Accueil

### Critique
- Jeuxvideo.com : 7/20[1]

### Récompenses
Lors de l'Independent Games Festival 2012, le jeu a reçu une mention honorable dans la catégorie Excellence en Arts visuels.